# Phil Giebler
Phil Giebler (ur. 5 marca 1979 roku w Oxnard) – amerykański kierowca wyścigowy.

## Kariera
Giebler rozpoczął karierę w wyścigach samochodowych w 1999 roku od startów w Francuskiej Formule Renault Campus, gdzie ośmiokrotnie stawał na podium, a trzykrotnie na jego najwyższym stopniu. Dało to mu tam tytuł wicemistrzowski serii. W późniejszych latach pojawiał się także w stawce Europejskiego Pucharu Formuły 3, edycji zimowej Formuły Palmer Audi, Francuskiej Formuły 3, Brytyjskiej Formuły 3, Niemieckiej Formuły 3, Hiszpańskiej Formuły 3, Formuły 3000 (2003 rok), IRL Infinity Pro (Indy Lights), Atlantic Championship, A1 Grand Prix oraz IndyCar Series (tylko wyścigi Indianapolis 500 w ramach IRL).
W 2010 założył swój zespół wyścigowy, który bierze udział w amerykańskich zawodach kartingowych.

## Wyniki w Indianapolis 500
| Rok  | Nadwozie | Silnik | Start | Wynik | Uwagi                  |
| ---- | -------- | ------ | ----- | ----- | ---------------------- |
| 2007 | Panoz    | Honda  | 33    | 29    | Wypadek                |
| 2008 | Panoz    | Honda  |       |       | Nie zakwalifikował się |